# Клодия
Клодия (на латински: Clodia) е женската форма на римското име Клодий (Clodius от Claudius), което имат особено трите сестри на Публий Клодий Пулхер и на Апий Клавдий Пулхер (консул 54 пр.н.е.).
Трите Клодии произлизат от влиятелния аристократичен род на Клавдиите, който дава много прочути личности в римската история. Баща им Апий Клавдий Пулхер, който е консул през 79 пр.н.е., оставя фамилията си след смъртта си обедняла, затова една от сестрите трябва да се омъжи без зестра.
Средната от трите сестри (* ок. 94 пр.н.е. – + 44 пр.н.е.) е от най-прочутите жени на късната Република. Става дума за нея, когато се казва само „Клодия“. Тя е омъжена за Квинт Цецилий Метел Целер и живее в много свободен стил, който е остро критикуван от Марк Тулий Цицерон в речта му  „Pro Caelio“.
Заподозрена е в инцест с брат ѝ Клодий и че е отровила съпруга си (който умира през 59 пр.н.е.). Нейната дъщеря Цецилия Метела Целер е съпруга на Публий Корнелий Лентул Спинтер.
Най-старата сестра е омъжена за Квинт Марций Рекс, най-малката за Луций Лициний Лукул. Лукул се развежда с нея след десет години брак през 66 пр.н.е. И за тях има слухове за връзки, между другото с брат им.
Единият брат на Клодия Апий Клавдий Пулхер става консул 54 пр.н.е. Вторият ѝ брат е свещеник. Третият ѝ брат, Публий Клодий, назоваван Пулхер, е няколко години по-млад от Клодия и по слухове има инцест с нея.
Клодия придружава съпруга си Метел Целер в Ориента и остава после като богата вдовица със свободен морал.
Клодия умира вероятно през 44 пр.н.е.